# عمر إدريس
هو الرائد الشهيد عمر ادريس واسمه الحقيقي محمد ولد في 15 مارس 1931 في منطقة القنطرة ولاية بسكرة من عرش السحاري. آنذاك ولاية الأوراس.

## دراسته
زاول دراسته بمسقط رأسه في مدرسة الهدى التابعة لجمعية العلماء المسلمين الجزائريين، تعلم العربية والفرنسية كما حفظ القرآن الكريم. ونظرا للظروف الاجتماعية الصعبة إضطر إلى التوجه إلى الحياة المهنية فاشتغل في صناعة الأحذية. وتنقل إلى باتنة ثم العاصمة بعدها استدعي عمر ادريس في سنة 1951 لأداء الخدمة العسكرية في سلاح المدفعية الفرنسي في مدينة أريس ولاية باتنة الأوراس.

## نشاطه أثناء الثورة
عند اندلاع الثورة الجزائرية تكفل بالاتصالات في مدينته، ومنذ 1955 إنضم إلى جيش التحرير الوطني بالأوراس، ومن الأوراس انتقل إلى الصحراء للعمل رفقة الشهيد عاشور زيان، وذلك بتكوين الأفواج لتقوم بعمليات جمع الأموال، الحراسة، التموين، نقل الأخبار وغيرها نظرا لبراعته في تنظيم الثورة في المنطقة الثانية من الولاية السادسة، جعل القائد زيان عاشور يعتمد عليه في القيام بالتوعية وفي عملية جمع السلاح وتنظيم الجيش نيابة عنه، وذلك أثناء توجهه إلى الأوراس في مارس 1956.في ماي 1956 كلف عمر ادريس بالتصدي لجيش قوات الحركة الوطنية الجزائرية بقيادة الجنرال محمد بلونيس، الذي تسرب إلى نواحى مناعة.في 10 جوان 1956، عمر ادريس يخوض معركة قعيقع، التي أظهر خلالها استماتة رائعة في قتال الجيش الفرنسي الذي تكبد خسائر معتبرة.

## ترقيته كقائد ميداني
إثر استشهاد القائد زيان عاشور في 07 نوفمبر 1956، عين عمر ادريس خلفا له مكلف بتدمير جيش بلونيس، فواصل تنظيم الثورة، فانطلقت العمليات والمعارك من جديد.ي شهر ماي 1958 عين عمر ادريس عضو قيادة الولاية السادسة برتبة رائد تحت قيادة العقيد سي الحواس الذي كلفه بقيادة الولاية السادسة أثناء سفره إلى تونس.

## أسره واعدامه

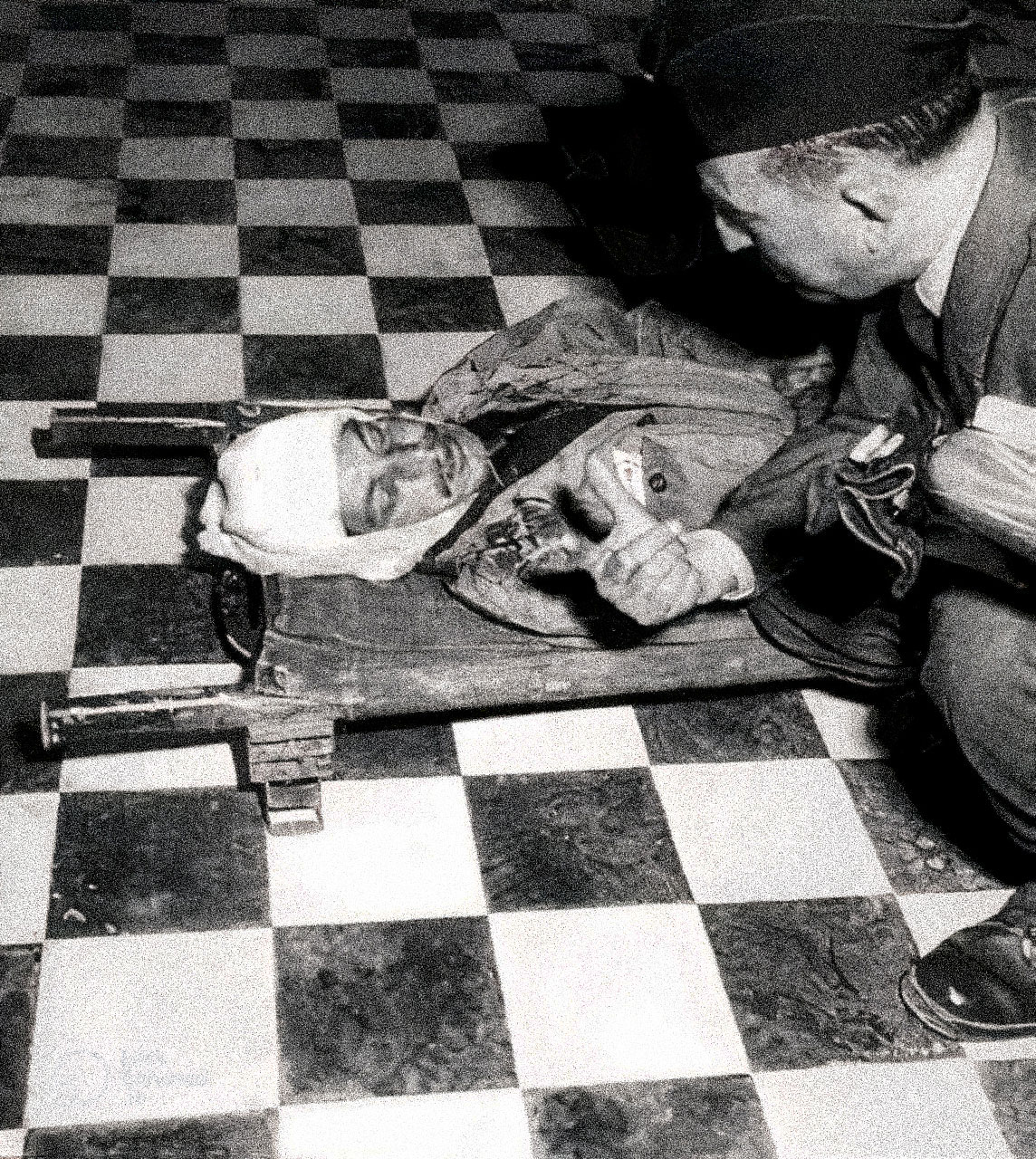
عمر إدريس مقتول بعد إستجوابه.

في يوم 29 مارس 1959 أسر الرائد عمر ادريس مع أمين السر (سكرتير) طيبي قويدرإثر معركة جبل ثامر بعد اصابة بليغة في رأسه وكتفه والتي أدت إلى استشهاد كل من العقيدين سي الحواس والعقيد عميروش.وبعد أن عجزت القوات الفرنسية على الحصول على أية معلومات منهما أثناء الاستنطاق قامت بإعدامهما جنوب مدينة الجلفة دون محاكمة.